# تزمورين (بني حذيفة)
تزمورين هي إحدى مشيخات المملكة المغربية، تتبع جغرافيا لإقليم الحسيمة وإداريًا لبني حذيفة. يقدر عدد سكانها بـ 2615 نسمة حسب الإحصاء الرسمي للسكان والسكنى لسنة 2004.